# Atsumi & Sakai
Atsumi & Sakai (jap. 渥美坂井法律事務所・外国法共同事業, Atsumi Sakai Hōritsu Jimusho, Gaikokuhō Kyōdō Jigyō, dt. „Anwaltskanzlei Atsumi & Sakai“) ist eine Anwaltskanzlei mit Hauptsitz in Tokio, Japan. Die Kanzlei wurde 1994 als Atsumi & Usui von einer Gruppe von Anwälten unter Führung des Anwalts Hiroo Atsumi gegründet. 
Im April 2005 gründete die Kanzlei unter dem Namen Atsumi & Partners ein Joint Venture für ausländisches Recht. Die Gründung des Joint Ventures war eine Reaktion auf die zunehmende Globalisierung und die Internationalisierung der Geschäftstätigkeiten der Mandanten. Dadurch konnten nun auch Anwälte ohne japanische Zulassung in die Partnerschaft integriert werden. Im November 2010 schloss sich dann eine Gruppe von Anwälten unter der Ägide des Anwalts Yutaka Sakai der Kanzlei an, und die Kanzlei erhielt mit Atsumi & Sakai ihren jetzigen Namen.
Mit 195 Anwälten (Stand Juni 2023) gehört die Kanzlei zu einer der größten Anwaltskanzlei in Japan.

## Büros
Neben dem Hauptsitz in Tokio unterhält die Kanzlei Büros in New York und in London sowie ein Partnerbüro in Frankfurt, Deutschland. Ferner besteht eine Partnerschaft mit einer Anwaltskanzlei in Hanoi. Im September 2022 wurde ein Partnerbüro in Fukuoka auf der südlichsten Hauptinsel Japans, Kyushu, eröffnet. Das im Dezember 2020 eröffnete Büro in Kojimachi, einem Stadtteil von Tokio, wurde im Januar 2023 als selbständiges Partnerbüro unter dem Namen Atsumi Law Office etabliert.

## Belege
1. ↑  【2023年最新】全国法律事務所ランキング300！所属弁護士数のほか、所在地や拠点数も調査. Abgerufen am 13. September 2023 (japanisch).